# 김신영 (2003년)
김신영(2003년 11월 27일 ~ )은 대한민국의 축구 선수이며, 포지션은 미드필더이다.

## 참고 자료
- 화제의 선수 오스트리아 수도 빈에서 '축구 선수의 꿈' 키우는 김신영… 수비수 제칠 때 쾌감, 축구만의 매력